# Arrondissement Gourdon
Das Arrondissement Gourdon ist eine Verwaltungseinheit des französischen Départements Lot innerhalb der Region Okzitanien. Verwaltungssitz (Unterpräfektur) ist Gourdon.
Im Arrondissement liegen sieben Wahlkreise (Kantone) und 97 Gemeinden.

## Wahlkreise
- Kanton Causse et Bouriane (mit 14 von 30 Gemeinden)
- Kanton Causse et Vallées (mit 13 von 44 Gemeinden)
- Kanton Gourdon
- Kanton Gramat (mit 12 von 17 Gemeinden)
- Kanton Martel
- Kanton Puy-l’Évêque (mit 19 von 25 Gemeinden)
- Kanton Souillac

## Gemeinden
Die Gemeinden des Arrondissements Gourdon sind:
| 1. Alvignac (46003)                | 2. Anglars-Nozac (46006)             | 3. Baladou (46016)                    | 4. Bétaille (46028)         |
| 5. Bio (46030)                     | 6. Blars (46031)                     | 7. Calès (46047)                      | 8. Caniac-du-Causse (46054) |
| 9. Carennac (46058)                | 10. Carlucet (46059)                 | 11. Cavagnac (46065)                  | 12. Cazals (46066)          |
| 13. Cœur de Causse (46138)         | 14. Concorès (46072)                 | 15. Condat (46074)                    | 16. Couzou (46078)          |
| 17. Cras (46079)                   | 18. Cressensac-Sarrazac (46083)      | 19. Creysse (46084)                   | 20. Cuzance (46086)         |
| 21. Dégagnac (46087)               | 22. Fajoles (46098)                  | 23. Floirac (46106)                   | 24. Frayssinet (46113)      |
| 25. Frayssinet-le-Gélat (46114)    | 26. Gignac (46118)                   | 27. Gindou (46120)                    | 28. Ginouillac (46121)      |
| 29. Goujounac (46126)              | 30. Gourdon (46127)                  | 31. Gramat (46128)                    | 32. Lacave (46144)          |
| 33. Lachapelle-Auzac (46145)       | 34. Lamothe-Cassel (46151)           | 35. Lamothe-Fénelon (46152)           | 36. Lanzac (46153)          |
| 37. Lauzès (46162)                 | 38. Lavercantière (46164)            | 39. Lavergne (46165)                  | 40. Le Bastit (46018)       |
| 41. Le Roc (46239)                 | 42. Le Vigan-en-Quercy (46334)       | 43. Lentillac-du-Causse (46167)       | 44. Léobard (46169)         |
| 45. Les Arques (46008)             | 46. Les Pechs du Vers (46252)        | 47. Le Vignon-en-Quercy (46232)       | 48. Loupiac (46178)         |
| 49. Lunegarde (46181)              | 50. Marminiac (46184)                | 51. Martel (46185)                    | 52. Masclat (46186)         |
| 53. Mayrac (46337)                 | 54. Meyronne (46192)                 | 55. Miers (46193)                     | 56. Milhac (46194)          |
| 57. Montamel (46196)               | 58. Montcléra (46200)                | 59. Montfaucon (46204)                | 60. Montvalent (46208)      |
| 61. Nadaillac-de-Rouge (46209)     | 62. Nadillac (46210)                 | 63. Orniac (46212)                    | 64. Padirac (46213)         |
| 65. Payrac (46215)                 | 66. Payrignac (46216)                | 67. Peyrilles (46219)                 | 68. Pinsac (46220)          |
| 69. Pomarède (46222)               | 70. Rampoux (46234)                  | 71. Reilhaguet (46236)                | 72. Rignac (46238)          |
| 73. Rocamadour (46240)             | 74. Rouffilhac (46241)               | 75. Sabadel-Lauzès (46245)            | 76. Saint-Caprais (46250)   |
| 77. Saint-Chamarand (46253)        | 78. Saint-Cirq-Madelon (46257)       | 79. Saint-Cirq-Souillaguet (46258)    | 80. Saint-Clair (46259)     |
| 81. Saint-Denis-lès-Martel (46265) | 82. Saint-Germain-du-Bel-Air (46267) | 83. Saint-Michel-de-Bannières (46283) | 84. Saint-Projet (46290)    |
| 85. Saint-Sozy (46293)             | 86. Salviac (46297)                  | 87. Sénaillac-Lauzès (46303)          | 88. Séniergues (46304)      |
| 89. Soucirac (46308)               | 90. Souillac (46309)                 | 91. Soulomès (46310)                  | 92. Strenquels (46312)      |
| 93. Thédirac (46316)               | 94. Thégra (46317)                   | 95. Ussel (46323)                     | 96. Uzech (46324)           |
| 97. Vayrac (46330)                 |                                      |                                       |                             |

## Neuordnung der Arrondissements 2017

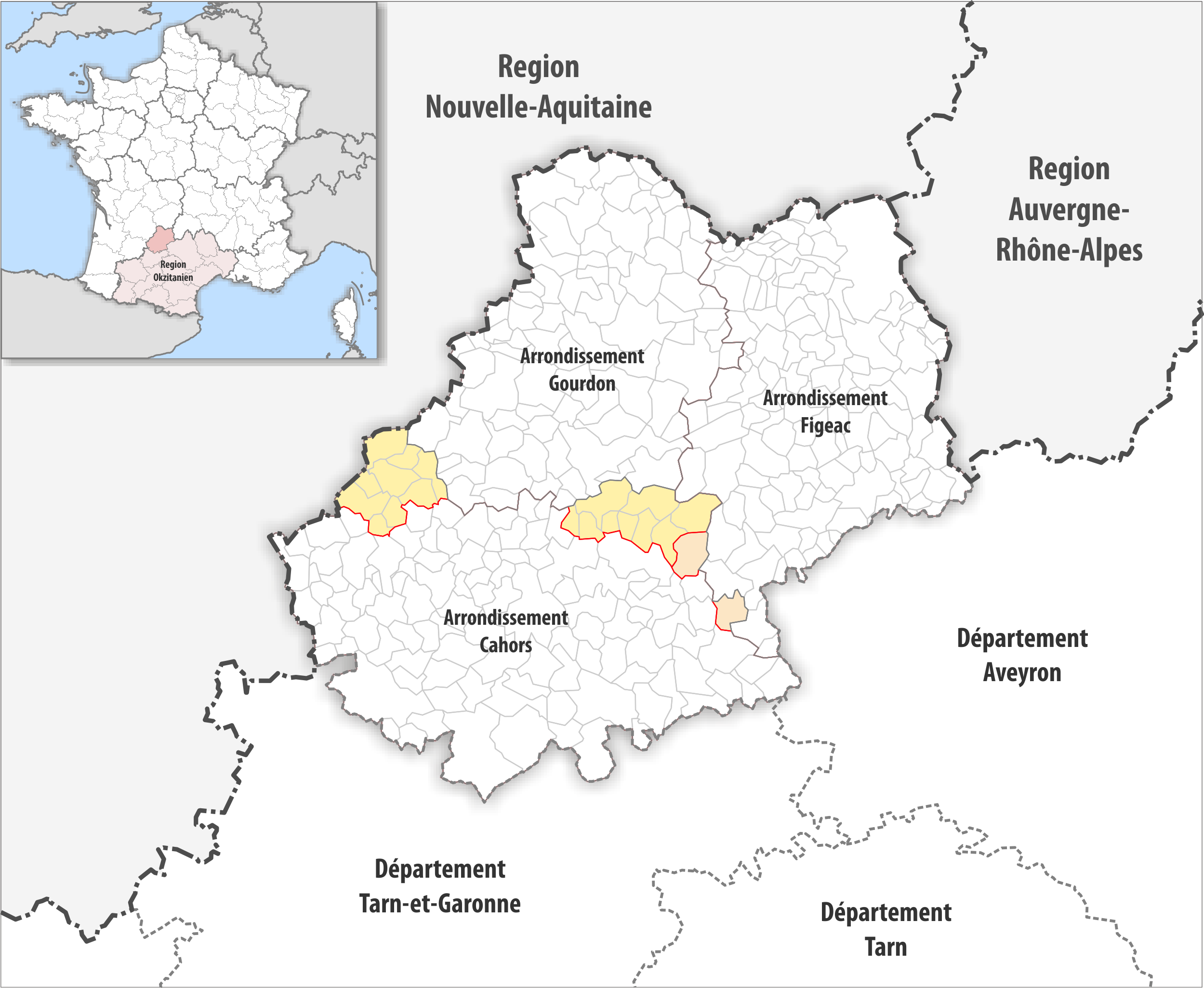
Arrondissementsanpassungen im Jahr 2017

Durch die Neuordnung der Arrondissements im Jahr 2017 wurde aus dem Arrondissement Cahors die Fläche der 18 Gemeinden Blars, Cazals, Cras, Frayssinet-le-Gélat, Gindou, Goujounac, Lauzès, Lentillac-du-Causse, Les Arques, Les Pechs du Vers, Marminiac, Montcléra, Nadillac, Orniac, Pomarède, Sabadel-Lauzès, Saint-Caprais und Sénaillac-Lauzès dem Arrondissement Gourdon zugewiesen.

## Ehemalige Gemeinden seit der landesweiten Neuordnung der Arrondissements
bis 2018: Cressensac, Sarrazac, Les Quatre-Routes-du-Lot, Cazillac
bis 2015: Beaumat, Fontanes-du-Causse, Labastide-Murat, Saint-Cernin, Saint-Martin-de-Vers, Saint-Sauveur-la-Vallée, Vaillac